# Terremoto de Buin Zahra de 1962
El terremoto de Buin-Zahra de 1962 ocurrió el 1 de septiembre de 1962 en el área de Buin-Zahra, provincia de Qazvin, Irán. El terremoto tuvo una magnitud de 7,1 y provocó 12.225 víctimas mortales.La provincia de Qazvin se encuentra en una zona de Irán que experimenta grandes terremotos. El evento de 1962 se originó en una de las muchas fallas de la zona, llamada Falla de Ipak. Se cree que la falla se reactivó varias veces.

## Geología
Irán es una zona sísmicamente activa, situada entre las placas convergentes de Eurasia y Arabia. Debido a que tiene fallas tanto de deslizamiento como inversas, los terremotos a menudo ocurren de manera que si una falla es superada por el movimiento, el movimiento se bifurcará a otra falla, creando un terremoto separado.
El condado de Buin-Zahra se encuentra dentro de una zona de fallas de cabalgamiento activas, complementadas con pliegues, que se extiende al sur desde las montañas de Alborz.A pesar de la presencia de fallas, la provincia de Qazvin no sufre terremotos con regularidad. Sin embargo, el espacio entre terremotos permite que se acumule presión sobre las fallas, aumentando la potencia, y la magnitud, de los terremotos.
Específicamente, el evento de 1962 se originó en la falla de Ipak en el norte de Irán, a lo largo de la cual sus réplicas cortaron aproximadamente 103 kilómetros de fallas superficiales con tendencia oeste-noroeste.Una característica que se extiende a lo largo de 103 kilómetros con sus fallas más pequeñas conectadas, la falla se extiende desde el pueblo de Ipak hasta Takhrijin. La investigación del geólogo iraní Manuel Berberian indica que la falla de Ipak es al menos tan antigua como el período Carbonífero y probablemente se ha reactivado varias veces desde su formación. En el lado sur de la falla, es visible material carbonífero; estos escombros no son evidentes en el lado norte, lo que sugiere que la falla actuaba como una "falla divisoria" mientras el área a su alrededor sufría sedimentación. Berberian no pudo encontrar rastros de sedimentos del Alto Guadalopiano o del Julfiano al norte de la falla. Otra posible razón de esta anomalía podría ser la erosión; el levantamiento podría haber expuesto la parte norte de la falla pero no el sur.

## Daños y víctimas
El terremoto provocó 12.225 muertes. Otras 2.776 personas resultaron heridas, junto con 21.310 casas destruidas o demasiado dañadas para repararlas. También murió el 35 por ciento del ganado doméstico, y tras la ruptura se produjeron varios deslizamientos de tierra y desprendimientos de rocas.21.000 casas fueron destruidas, principalmente porque estaban hechas de barro y ladrillo. Más de 7.500 personas fueron enterradas en 31 aldeas individuales, seguidas de informes de 60 aldeas adicionales. En estas aldeas, sin embargo, sobrevivieron 26.618. Un hospital de Teherán estaba "lleno" con más de 2.500 víctimas.
En Teherán, la capital del país, se produjeron daños leves. Ciudades tan lejanas como Tabriz, Esfahán y Yazd informaron del temblor. También se formaron golpes de arena a lo largo de la zona de ruptura. El terremoto también fue declarado la ruptura más grande en la región desde aproximadamente 1630. Llegaron múltiples informes del área de luces de terremotos de Rudak.

## Esfuerzos de ayuda
Los operadores de rescate sugirieron que se debería iniciar una búsqueda aérea y terrestre para ayudar a las víctimas. Los funcionarios expresaron su preocupación de que la gente hubiera estado sin ayuda durante más de una semana.La estrella de la lucha libre iraní Gholamreza Tajtí reunió mantas, dinero y comida para las víctimas y los transportó en camiones. Como la respuesta del gobierno fue lenta, los estudiantes de la Universidad de Teherán tomaron el asunto en sus propias manos. Después de reunir suministros, los estudiantes organizaron un esfuerzo para enviar estudiantes de medicina y pasantes al lugar del desastre. Sin embargo, sus equipos fueron bloqueados por miembros de la Guardia Nacional iraní a quienes se les había ordenado matar a cualquier civil que intentara ayudar a las víctimas; el escritor Marcello di Cintio cita en Poetas y pahlevans: un viaje al corazón de Irán que "el Sah no estaba dispuesto a permitir que una multitud de estudiantes llamara la atención sobre sus ineptos esfuerzos de ayuda".

## Amenazas futuras
Dado que aproximadamente el 90 por ciento de Irán se encuentra dentro de tierras sísmicamente activas, la amenaza de terremotos es alta. En 2002, un terremoto de 6,5 en Buin-Zahra mató a 230 personas y dejó a unas 50.000 sin hogar.
Además de su amenaza geológica, Irán tiene una mala ingeniería sísmica. En un informe de 2004 de ScienceDaily, fue catalogado como "el peor infractor" a nivel mundial por su mala ingeniería sísmica.El profesor Roger Bilham de la Universidad de Colorado en Boulder, un geofísico que se especializa en deformaciones y peligros relacionados con los terremotos, culpa a las prácticas de construcción por el hecho de que desde principios del siglo XX, 1 de cada 3.000 iraníes haya muerto en un incidente relacionado con un terremoto. Bilham añade: "La mayor parte de Irán necesita reconstrucción. Si la población de Irán tuviera la opción entre gastar los ingresos del petróleo en municiones o en casas que no los maten, sospecho que elegirían un hogar seguro. Todo es una cuestión de educación sobre terremotos."Una Evaluación Común de País realizada por las Naciones Unidas para Irán tiene resultados similares, afirmando que, "Si bien existen regulaciones de construcción adecuadas para las grandes ciudades, en general se cree que no se cumplen rigurosamente... la mayoría de los que han sufrido los recientes terremotos importantes han vivido en pequeñas ciudades y pueblos. Las construcciones a prueba de terremotos son muy raras en esas áreas y aún no existen normas de construcción adecuadas.